# Michel Sleiman
Michel Sleiman o Suleiman (en árabe ميشال سليمان) (Amsheet, 21 de noviembre de 1948) es un militar y político libanés de fe católica maronita. Fue presidente de Líbano. Antes de convertirse en presidente, fue comandante de las Fuerzas Armadas Libanesas de 1998 a 2008.y elegido indirectamente como Presidente de la República por una mayoría superior al 90% del Parlamento del Líbano el 25 de mayo de 2008.

## Biografía
Suleiman nació en Amsheet en una familia cristiana maronita el 21 de noviembre de 1948. Se unió a las Fuerzas Armadas Libanesas en 1967 y se graduó de la academia militar como segundo teniente en 1970.  Tiene una Licenciatura en Ciencias Políticas y Administrativas de la Universidad Libanesa. 

## Carrera militar
Durante su servicio militar, pasó de líder de pelotón de infantería a comandante de batallón, y luego asumió el puesto de entrenador en la Academia Militar y en la Escuela de suboficiales. Desde el 25 de diciembre de 1990 hasta el 21 de agosto de 1991 fue designado Jefe de la Rama de Inteligencia del Monte Líbano. La inteligencia del ejército libanés en el Monte Líbano estuvo detrás de la detención de cientos de manifestantes antisirios con algunos casos de tortura reportados. El 25 de agosto de 1991 fue reasignado al cargo de Secretario General del Estado Mayor del Ejército hasta el 10 de junio de 1993. Fue comandante de la 11.ª Brigada de Infantería del 6 de junio de 1993 al 15 de enero de 1996, período en el que se produjeron violentos enfrentamientos con las fuerzas israelíes en las regiones del valle occidental de Beqaa y del sur del Líbano. El 15 de enero de 1996 fue nombrado comandante de la VI Brigada de Infantería y permaneció en este cargo hasta el 21 de diciembre de 1998, cuando fue nombrado comandante de las Fuerzas Armadas.  Fue nombrado comandante en jefe del ejército libanés, aunque había decenas de oficiales de mayor rango y antigüedad.  Se informó que su nombramiento era resultado de sus relaciones familiares con un funcionario sirio de alto nivel. 
El 19 de mayo de 2007, el ejército libanés entró en un conflicto prolongado con Fatah al-Islam, una organización terrorista con sede en el campo de refugiados de Nahr al-Bared, en el norte del Líbano. El conflicto duró hasta el 2 de septiembre de 2007 y terminó con la toma total del control del campo por parte del ejército libanés y la derrota completa de Fatah al-Islam. 170 soldados libaneses, 226 miembros de Fatah al-Islam y 64 civiles (en su mayoría refugiados palestinos) murieron en los combates. Debido a una serie de razones, incluido el equilibrio de los intereses de los ciudadanos libaneses, la preocupación por la seguridad de los refugiados palestinos y el respeto del delicado equilibrio político que existía en el Líbano en ese momento, Suleiman se vio obligado a proceder en el conflicto con extrema precaución y logró hacerlo con éxito, respaldado por el apoyo popular y político a las LAF. 
El 7 de mayo de 2008, una crisis política en curso entre los leales al gobierno y la oposición rápidamente se salió de control cuando Hezbolá anunció que las decisiones del gobierno de declarar ilegal la red privada de telecomunicaciones del grupo y relevar al jefe de seguridad del Aeropuerto Internacional de Beirut (un presunto simpatizante de Hezbolá ) de sus funciones equivalía a una "declaración de guerra". Inmediatamente estallaron combates en todo el país, y miembros de Hezbolá y sus aliados en el Movimiento Amal y el Partido Social Nacionalista Sirio rápidamente atacaron a sus enemigos en el Movimiento Futuro y el Partido Socialista Progresista . Los combates duraron hasta el 14 de mayo de 2008, cuando el gobierno libanés anuló sus dos decisiones tras la propuesta de Suleiman de hacerlo. Al finalizar la crisis, Suleiman fue objeto de críticas por parte de algunos comentaristas y políticos ya que el Ejército no intervino directamente en los enfrentamientos armados que se produjeron sino que intentó separar entre combatientes y figuras políticas protegidas. Por otro lado, otros defendieron su postura argumentando que la única manera de preservar la unidad del ejército y evitar otra guerra civil era garantizar que no se involucrara en la lucha contra los ciudadanos libaneses. 

## Elección presidencial
El 23 de noviembre de 2007, terminó el mandato de Émile Lahoud, el 14.º presidente del Líbano. En ese momento, el espectro político del país se encontraba muy polarizado, con todos los partidos políticos virtualmente divididos entre los leales al gobierno o la oposición. Ambas facciones no llegaron a un acuerdo sobre quien debía convertirse en el próximo presidente, por lo que, de acuerdo al mandato constitucional libanés, los poderes presidenciales fueron traspasados al Gobierno a la espera de un acuerdo legislativo.
Varios nombres fueron propuestos como candidatos potenciales para la presidencia, entre los que se incluyeron Michel Aoun, Nassib Lahoud y Boutros Harb, entre otros. Sin embargo, pronto se hizo evidente que sólo un candidato independiente sería aceptable para ambas partes. Suleiman fue generalmente aceptado como el único candidato posible y como candidato unificador. Pero su elección no pudo tener lugar hasta que se pudieran resolver una serie de desacuerdos fundamentales entre los bandos del 14 y el 8 de marzo, incluida la cuestión de si debería formarse un gobierno de unidad nacional y qué ley electoral específica debería aprobarse en preparación para la elección. elecciones parlamentarias que iban a tener lugar en 2009. Estas dificultades finalmente se resolvieron durante las negociaciones que tuvieron lugar en Doha, Catar, del 17 al 20 de mayo de 2008. A las negociaciones asistieron altos representantes de todos los principales partidos políticos del Líbano y el acuerdo confirmó que Suleiman sería el candidato preferido en las elecciones presidenciales.
Cuando finalmente se celebró la votación en el Parlamento el 25 de mayo de 2008, Suleiman fue elegido con una mayoría de 118 votos de 127.  Fue elegido indirectamente por el Parlamento libanés, que no se había reunido durante 18 meses como resultado de la actual crisis política en el país.